# Karl Kõiv
Karl Eduard Kõiv (Tartu, 3 dicembre 1894 – Tallinn, 6 agosto 1974) è stato un sollevatore estone medagliato mondiale, che ha gareggiato nella categoria dei pesi piuma.

## Carriera
Partecipò ai Giochi olimpici di Anversa del 1920, dove si classificò al settimo posto. Ai campionati mondiali di Tallinn del 1922 vinse la medaglia d'argento. Dal 1921 al 1924 vinse una medaglia d'oro e tre medaglie di bronzo ai campionati estoni di sollevamento pesi.
Dal 1922 al 1925 fu a capo della sezione del sollevamento pesi della Federazione sportiva estone; in seguito lavorò come allenatore ed arbitro, partecipando in tale veste alle Olimpiadi di Berlino del 1936.